# 447-es busz
A 447-es jelzésű autóbusz Gödöllő, autóbusz-állomás és Dány, autóbusz-forduló között közlekedik.

## Története
2019. február 14-én és február 25-én terelt útvonalon közlekedett, Gödőllő, autóbusz-állomás és a Gödöllői Gépgyár között kimaradó megállókat az ideiglenes 447A jelzésű járat szolgálta ki.

## Megállóhelyei
| 447 (Gödöllő, autóbusz-állomás – Isaszeg, Madách utca 26.) | 447 (Gödöllő, autóbusz-állomás – Isaszeg, Madách utca 26.) | 447 (Gödöllő, autóbusz-állomás – Isaszeg, Madách utca 26.) | 447 (Gödöllő, autóbusz-állomás – Isaszeg, Madách utca 26.) | 447 (Gödöllő, autóbusz-állomás – Isaszeg, Madách utca 26.) | 447 (Gödöllő, autóbusz-állomás – Isaszeg, Madách utca 26.) | 447 (Gödöllő, autóbusz-állomás – Isaszeg, Madách utca 26.) |
| 447 (Gödöllő, autóbusz-állomás – Dány, autóbusz-forduló)   | 447 (Gödöllő, autóbusz-állomás – Dány, autóbusz-forduló)   | 447 (Gödöllő, autóbusz-állomás – Dány, autóbusz-forduló)   | 447 (Gödöllő, autóbusz-állomás – Dány, autóbusz-forduló)   | 447 (Gödöllő, autóbusz-állomás – Dány, autóbusz-forduló)   | 447 (Gödöllő, autóbusz-állomás – Dány, autóbusz-forduló)   | 447 (Gödöllő, autóbusz-állomás – Dány, autóbusz-forduló) |
| Sorszám (↓)                                                | Sorszám (↓)                                                | Sorszám (↓)                                                | Megállóhely                                                | Sorszám (↑)                                                | Sorszám (↑)                                                | Átszállási kapcsolatok |
| ---------------------------------------------------------- | ---------------------------------------------------------- | ---------------------------------------------------------- | ---------------------------------------------------------- | ---------------------------------------------------------- | ---------------------------------------------------------- | --- |
| 0                                                          | 0                                                          | 0                                                          | Gödöllő, autóbusz-állomás végállomás                       | 29                                                         | 16                                                         | 317, 324, 402, 404, 405, 406, 407, 410, 412, 422, 426, 430, 432, 440, 441, 442, 444, 446, 448, 450, 451, 452, 454, 455, 461, 463, 464, 465, 466, 468, 469, 470, 471, 472, 473, 474, 475, 476, 477, 478, 479 1040, 1049, 1052, 1076, 1077, 1078 |
| 1                                                          | 1                                                          | 1                                                          | Gödöllő, Szabadság tér                                     | 28                                                         | 15                                                         | 317, 324, 402, 412, 422, 432, 442, 446, 448, 450, 451, 452, 453, 454, 455, 464, 466, 470, 471, 472, 473, 474, 475, 476, 477, 478, 479 |
| 2                                                          | 2                                                          | ∫                                                          | Gödöllő, Török Ignác utca                                  | 27                                                         | 14                                                         | 446, 448, 466, 470, 477 |
| 3                                                          | 3                                                          | ∫                                                          | Gödöllő, vasútállomás                                      | 26                                                         | 13                                                         | 440, 441, 442, 444, 446, 448, 465, 466, 470, 472 1076, 1077, 1078 S80 G80 InterRégió, expresszvonat |
| 4                                                          | 4                                                          | ∫                                                          | Gödöllő, Fürdő utca                                        | 25                                                         | 12                                                         | 446, 448, 466 |
| 5                                                          | 5                                                          | ∫                                                          | Gödöllő, Isaszegi út 90.                                   | 24                                                         | 11                                                         | 446, 448, 466 |
| 6                                                          | 6                                                          | ∫                                                          | Gödöllő, Oltóanyag-ellenőrző Intézet                       | 23                                                         | 10                                                         | 446, 448, 466 |
| 7                                                          | 7                                                          | ∫                                                          | Gödöllő, méhészet                                          | 22                                                         | 9                                                          | 446, 448, 466 |
| 8                                                          | 8                                                          | ∫                                                          | Gödöllő, baromfitelep                                      | 21                                                         | 8                                                          | 446, 448, 466 S80 |
| 9                                                          | 9                                                          | ∫                                                          | Gödöllői Gépgyár                                           | 20                                                         | 7                                                          | 446, 448, 466 |
| 10                                                         | 10                                                         | ∫                                                          | Isaszeg, Hold utca                                         | 19                                                         | 6                                                          | 446, 448 |
| 11                                                         | 11                                                         | ∫                                                          | Isaszeg, Toldi Miklós utca                                 | 18                                                         | 5                                                          | 446, 448 |
| 12                                                         | 12                                                         | ∫                                                          | Isaszeg, vasútállomás bejárati út                          | 17                                                         | 4                                                          | 446, 448, 484 |
| 13                                                         | 13                                                         | ∫                                                          | Isaszeg, vasútállomás*                                     | 16                                                         | ∫                                                          | 446, 448, 484 S80 |
| ∫                                                          | ∫                                                          | ∫                                                          | Isaszeg, vasútállomás bejárati út                          | 15                                                         | 3                                                          | 446, 448, 484 |
| 14                                                         | 14                                                         | ∫                                                          | Isaszeg, Kossuth utca 37.                                  | 14                                                         | 2                                                          | 446, 448, 484 |
| 15                                                         | 15                                                         | 2                                                          | Isaszeg, Madách utcai iskola                               | 13                                                         | 1                                                          | 446, 448, 484 |
| ∫                                                          | 16                                                         | 3                                                          | Isaszeg, Madách utca 26. végállomás                        | ∫                                                          | 0                                                          | |
| 16                                                         | ∫                                                          | ∫                                                          | Isaszeg, Lignifer Kft.                                     | 12                                                         | ∫                                                          | 446, 448, 484 |
| 17                                                         | ∫                                                          | ∫                                                          | Isaszeg-Szentgyörgypusztai erdészet                        | 11                                                         | ∫                                                          | 446, 448, 484 |
| 18                                                         | ∫                                                          | ∫                                                          | Isaszeg-Szentgyörgypuszta                                  | 10                                                         | ∫                                                          | 446, 448, 484 |
| 19                                                         | ∫                                                          | ∫                                                          | Isaszegi fácános                                           | 9                                                          | ∫                                                          | 446, 448, 484 |
| 20                                                         | ∫                                                          | ∫                                                          | Dány-Szentkirályi erdészlak                                | 8                                                          | ∫                                                          | 446, 448, 484 |
| 21                                                         | ∫                                                          | ∫                                                          | Dány-Szentkirály, felső                                    | 7                                                          | ∫                                                          | 446, 448, 484 |
| 22                                                         | ∫                                                          | ∫                                                          | Dány-Szentkirály, alsó                                     | 6                                                          | ∫                                                          | 446, 448, 484 |
| 23                                                         | ∫                                                          | ∫                                                          | Dány, sülysápi elágazás                                    | 5                                                          | ∫                                                          | 446, 448, 484 |
| 24                                                         | ∫                                                          | ∫                                                          | Dány, Ady Endre utca                                       | 4                                                          | ∫                                                          | 446, 448, 484 |
| 25                                                         | ∫                                                          | ∫                                                          | Dány, Bethlen Gábor út                                     | 3                                                          | ∫                                                          | 446, 448, 484 |
| 26                                                         | ∫                                                          | ∫                                                          | Dány, Szőlő körút                                          | 2                                                          | ∫                                                          | 446, 448, 484 |
| 27                                                         | ∫                                                          | ∫                                                          | Dány, temető                                               | 1                                                          | ∫                                                          | 446, 448, 484 |
| 28                                                         | ∫                                                          | ∫                                                          | Dány, autóbusz-forduló végállomás                          | 0                                                          | ∫                                                          | 446, 448, 484 |

A *-gal jelölt megállókat nem érinti minden járat.